# Archidamo V
Archidamo V (in greco antico: Αρχίδαμος?, Archìdamos; Sparta, III secolo a.C. – Sparta, 227 a.C.) fu re di Sparta della dinastia euripontide dal 228 al 227 a.C.

## Biografia
Archidamo V era figlio di Eudamida II e Agesistrata, fratello di Agide IV e nipote materno di Archidamo IV, del quale era omonimo.
Quando suo fratello Agide IV fu assassinato nel 241 a.C. assieme alla madre Agesistrata e alla nonna Archidamia, fuggì per evitare la stessa sorte.
Successivamente (228 a.C.), alla morte di Eudamida III, figlio e successore di Agide, l'altro re Cleomene III richiamò Archidamo a Sparta da Messene, dove si trovava, per associarlo al trono. Plutarco riferisce che Cleomene intendeva in questo modo rafforzare il potere regio a scapito di quello degli efori, visto che il precedente re non aveva di fatto governato perché morto ancora in giovane età.
Tuttavia, coloro che tredici anni prima avevano tramato per far arrestare ed uccidere Agide IV temevano che il nuovo re, fratello del re ucciso, si vendicasse. Pertanto lo fecero segretamente assassinare poco tempo dopo il suo insediamento. Plutarco riferisce che, secondo Filarco, lo uccisero contro la volontà di Cleomene, mentre secondo altre fonti dello storico di Cheronea, il re agiade ne appoggiò l'assassinio.
In ogni caso, alla morte di Archidamo, Cleomene, dopo aver fatto uccidere quattro dei cinque efori (227 a.C.), nominò re suo fratello Euclida, nonostante fosse della famiglia degli Euripontidi e non di quella degli Agìadi. Questo fu l'unico caso in cui a Sparta regnarono due re della stessa dinastia.